# Paspoort (geslacht)
Paspoort is een Nederlands geslacht waarvan leden sinds 1832 tot de Nederlandse adel behoren en dat in 1922 uitstierf.

## Geschiedenis
De stamreeks begint met Claes Bartoutsz [Paspoort] die in Delft werd begraven in 1624. Nazaten waren bestuurders van Middelburg. Bij Koninklijk Besluit van 19 mei 1832 werd mr. Marinus Cornelis Paspoort (1797-1874) verheven in de Nederlandse adel. Met een zoon van hem stierf het adellijke geslacht in 1922 uit.
De familie Paspoort was vanaf Mr. Zacharias Paspoort (1649-1712) betrokken bij inpolderingen ten noorden van Biervliet en IJzendijke, zoals beschreven in het boek "Verbonden met Schorersgraf"

## Enkele telgen
- Mr. Zacharias Paspoort (1649-1712), advocaat in Middelburg, in 1667 gehuwd met Cornelia van de Perre, mede initiatiefnemer voor het inpolderen van de Helenapolder (1692) en Pieterspolder (1699) bij Biervliet, eigenaar van de schorren van de later Zachariaspolder bij IJzendijke, grootvader van Willem J.G. Schorer

- Mr. Pieter Real Paspoort (1697-1726), schepen en thesaurier van Middelburg

- Mr. Cornelis Galenus Paspoort (1723-1778), schepen, raad, thesaurier en burgemeester van Middelburg
  - Mr. Zacharias Paspoort, heer van Grijpskerke en Poppendamme, (1759-1824), schepen, raad en thesaurier van Middelburg
    - Jhr. mr. Marinus Cornelis Paspoort, heer van Grijpskerke en Poppendamme, (1797-1874), burgemeester van Middelburg, lid van de Eerste Kamer
      - Jhr. Jacob Hendrik Paspoort van Grijpskerke (1825-1893), burgemeester van Oost- en West Souburg
      - Jhr. Jan Willem Paspoort, heer van Grijpskerke en Poppendamme (1839-1922), laatste telg van het adellijke geslacht

1. ↑  Buijsse, Ronald, [www.schorersgraf.nl Verbonden met Schorersgraf]. REG Buijsse (november 2019). Geraadpleegd op 16 mei 2020.